# Професионална гимназия по железопътен транспорт „Никола Корчев“
Професионална гимназия по железопътен транспорт „Никола Корчев“ или Техникум по железопътен транспорт „Никола Корчев“ е средно училище в София, съществувало от 1957 до 2020 година.

## История
Училището е основано през 1957 година като Вечерен техникум по железопътен транспорт, пряко подчинен на Министерството на транспорта. Задача пред техникума е да задоволява с кадри железопътния завод „Георги Димитров“ в София. От учебната 1967/1968 г. към основната форма на вечерно обучение е добавена и задочна форма. От 358 курсисти 289 се обучават във вечерна форма и 69 – в задочна. Набирането на курсисти за нея ставало от локомотивните и вагоноремонтните депа в страната.
От 1974 година техникумът носи името на опълченеца, спасителя на Самарското знаме – Никола Корчев, който е и един от първите локомотивни машинисти по линиите Русе-Варна и Одрин-Цариград. През тази година се преименува на Техникум по железопътен транспорт „Никола Корчев“ – София. През учебната 1981/1982 г. Техникум по железопътен транспорт „Никола Корчев“ е обособен като учебно-промишлен комплекс към Министерството на транспорта с три форми на обучение – дневна, вечерна и задочна с 370 души ученици (70 души – вечерно обучение, 80 души – задочно обучение, 220 души – редовно). Цел на обучението е подготовката на средни машинни техници по железопътна техника. При завършено средно образование срокът на обучение е две години и половина, а след завършено основно образование (8 клас), срокът на обучение е четири и половина години. За училищна сграда се ползва западната част от железопътния завод „Георги Димитров“ и прилежащото дворно място. Сградата е приспособена и надстроена върху основите на складови помещения.
Към учебната 1984/1985 г. в техникума се обучават 160 ученици по осем специалности, от които четири са с промишлен профил, а другите са с експлоатационен. От учебната 1986/1987 г. дневната форма на обучение е определена на четири години, за Средно професионално техническо училище (СПТУ) – три и за Учебно-производствен комплекс (УПК) – една. Вечерното и задочно обучение продължава да съществува, но след 11 клас с продължителност две години и половина, като допълнителна възможност за желаещите задочно обучение е съществувала и след 8 клас, но с петгодишен срок на обучение.
Към 1990 г. директора на ТЖПТ „Никола Корчев“ се назначава от Генералния директор на Държавна фирма „БДЖ“, към която минава на подчинение. В този момент то е единственото на територията на страната, което подготвя изпълнителски кадри за нуждите на експлоатационни и ремонтни поделения в системата на ДФ „БДЖ“. Учебната практика се провежда в локомотивните депа „Надежда“ и „Подуяне“, „София“ и гарите в експлоатационните възли на гара София.
През април 2003 година Техникумът е преобразуван в Професионална гимназия по железопътен транспорт „Никола Корчев“ – гр. София.
От 1 септември 2020 година Професионална гимназия по железопътен транспорт „Никола Корчев“ и Професионална гимназия по подемна, строителна и транспортна техника (ПГПСТТ) се обединяват в едно учебно заведение, като учениците от ПГЖПТ„Никола Корчев“ продължават образованието си в ПГПСТТ.

## Директори
- Иван Иванов (1981)[2];
- Йончо Коцовски (1982 – 1990);
- Евгени Георгиев (1990 – 1992);
- Маргарита Попова (1993 – 1994);
- Евгени Георгиев (1994 – 1998);
- Маргарита Попова (1998 – 2000);
- Йорданка Станчева (2001 – 2015);
- Николая Найденова (2015 – 2020).

## Архивно наследство
В Държавен архив – София се съхранява архивен фонд, чийто фондообразовател е училището – фонд 4162 със 116 архивни единици за периода 1962 – 2020 година Фондът е съставен от два описа.